# Еуен
Еуен са Пароса, (грч. Εὔηνος ὁ Πάριος) био је песник из 5. века пре нове ере.
Он је оквирно био савременик Сократа.
Еуен се помиње неколико пута у Платоновим делима и Сократовој апологији. Према Максиму Тиру, он је био Сократов учитељ поезије, што је становише која произлази из једног одломка Платоновог дела из којег се такође може закључити да је Еуен био жив у време Сократове смрти, али у тако поодмаклој доби да је вероватно ускоро умро.
Јевсевије наводи да је Еуен био жив приликом 30. Олимпијаде (460. п. н. е.) и надаље. Његова поезија је била гномска, односно била је средство за изражавање филозофских максима и мишљења.